# Конобар
Конобар или келнер је особа чији је посао услуживање гостију јелима и пићима у угоститељским објектима. Могу да буду запослени у кафани, ресторану или кафићу, а могу да раде у породичној кући. Од конобара се очекује комуникативност и љубазност.
У неким угоститељским објектима од конобара се захтјева и обављање посебних послова, као што су дочекивање гостију на улазу у локал, пратња до стола, придржавање столица при седењу, помоћ при одлагању гардеробе, саветовање при одабиру јела итд.
Реч конобар потиче од речи коноба што значи гостионица, а реч келнер је немачког порекла.